# Мунхалов, Афанасий Петрович
Афанасий Петрович Мунха́лов (10 января 1935 — 9 сентября 2014) — якутский художник-график, народный художник РСФСР (1982).

## Биография
Родился в Мельжехсинском наслеге Чурапчинского района Якутской АССР.
Окончил Якутское музыкально-художественное училище (1957), графический факультет Московского государственного художественного института им. В. И. Сурикова (мастерская Е. А. Кибрика) (1963).
С 1963 по 1968 гг. преподаватель Якутского художественного училища.
Член Союза художников СССР с 1964 г.
В 1968—1979 и в 1991—1994 гг. — председатель Правления Союза художников ЯАССР.
В 1998—2001 гг. — директор Якутского филиала Красноярского государственного художественного института, с 2001 года декан факультета изобразительных искусств Арктического государственного института искусств и культуры, профессор кафедры графики.
Депутат Верховного Совета СССР 8-го созыва (1970), депутат Верховного Совета Якутской АССР 9-го созыва (1975).
Афанасий Мунхалов — участник международных выставок в 26 странах мира. Работы художника хранятся в фондах крупных музеев: в Третьяковской галерее, музее изобразительных искусств им. А. С. Пушкина, музее Восточных культур в Москве, Русском музее Санкт-Петербурга, Национальном художественном музее Республики Саха (Якутия), Дрезденской картинной галерее в Германии, во многих частных коллекциях.

## Награды и звания
- Первый лауреат Государственной премии имени П. А. Ойунского (1966)
- Заслуженный художник РСФСР (1972).
- Народный художник РСФСР (1982).
- Серебряная медаль Российской академии художеств (2005).
- Член-корреспондент Российской академии художеств (2012).
- Почётный гражданин Республики Саха (Якутия).